# Weenenia
Weenenia is een geslacht van rechtvleugeligen uit de familie veldsprinkhanen (Acrididae). De wetenschappelijke naam van dit geslacht is voor het eerst geldig gepubliceerd in 1932 door Miller.

## Soorten
Het geslacht Weenenia omvat de volgende soorten:
- Weenenia lineata Brown, 1962
- Weenenia thomasseti Miller, 1932